# Cerapachys punctatissimus
Cerapachys punctatissimus är en myrart som först beskrevs av Clark 1923.  Cerapachys punctatissimus ingår i släktet Cerapachys och familjen myror. Inga underarter finns listade i Catalogue of Life.